# Prix Médicis
Der Prix Médicis ist ein französischer Literaturpreis. Er wurde 1958 von Gala Barbisan und Jean-Pierre Giraudoux begründet, um französischsprachige Romane oder Erzählungen von jungen vielversprechenden und originellen Autoren auszuzeichnen. Seit 1970 wird auch ein Preis für fremdsprachige Romane und seit 1985 ein Preis für Essays vergeben (wobei gelegentlich, wie z. B. 2018, auch Titel aus anderen Genre-Formen prämiert werden).
Bis in das Jahr 2007 wurden die Prix Médicis immer am ersten Mittwoch des Monats November im Pariser Hôtel de Crillon – am selben Tag wie der Prix Femina – verliehen, seit 2008 findet die Verleihung meist jeweils zwei Tage später im Hôtel Lutetia statt.

## Kategorien
Der Preis wird in den folgenden Kategorien verliehen:
| Kategorie           | Originaltitel         | verliehen seit |
| ------------------- | --------------------- | -------------- |
| Roman               | Prix Médicis          | 1958           |
| Ausländischer Roman | Prix Médicis étranger | 1970           |
| Essay               | Prix Médicis essai    | 1985           |

## Preisträger

### Roman

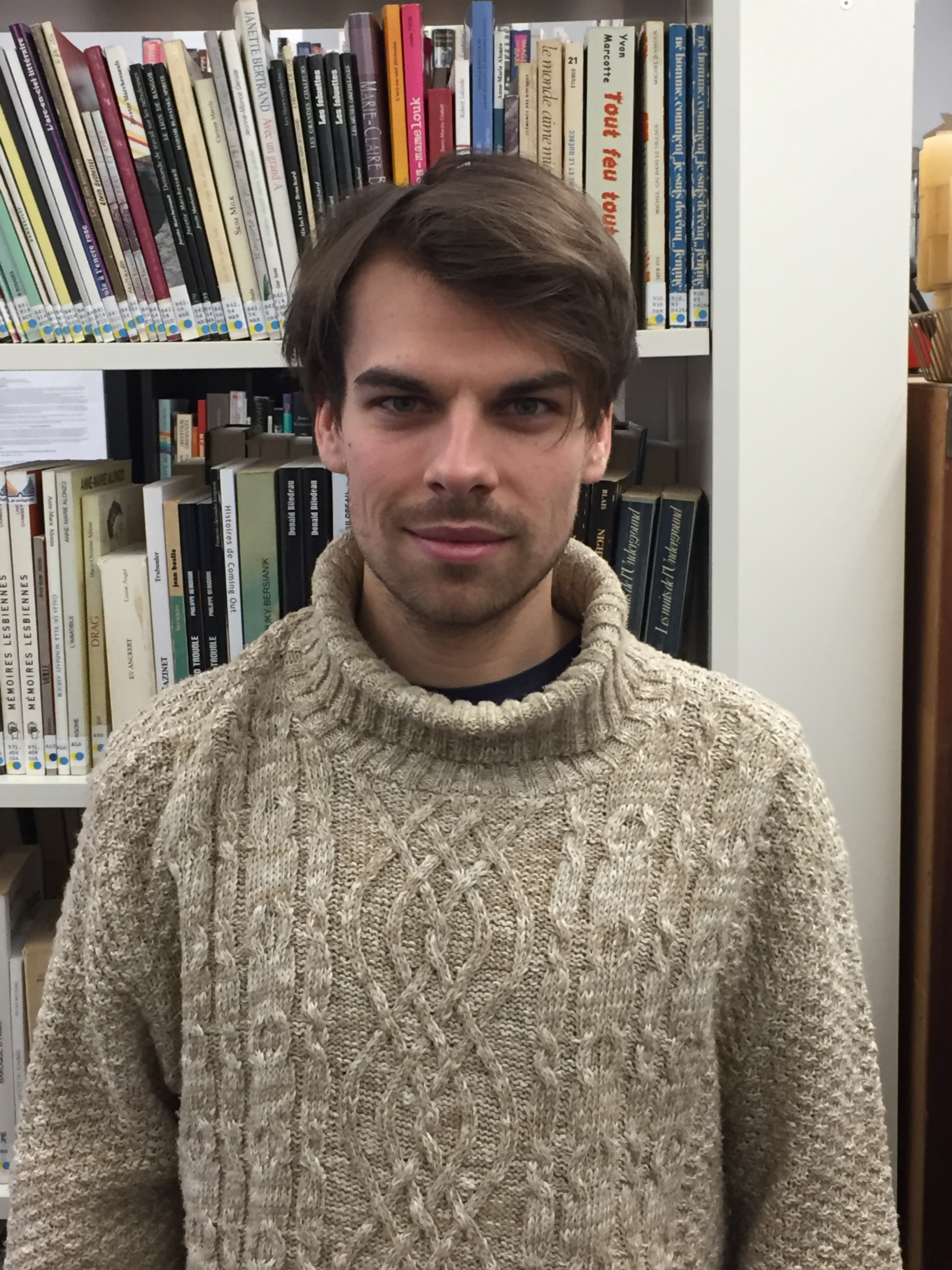
Preisträger 2023: Kevin Lambert (Que notre joie demeure)

Bis 2022 am häufigsten preisgekrönt wurden Bücher aus dem Verlag Grasset (19 Siege), gefolgt von Gallimard und Seuil (je 12).
| Jahr | Preisträger/-in           | Roman                               | Deutscher Titel                           |
| ---- | ------------------------- | ----------------------------------- | ----------------------------------------- |
| 1958 | Claude Ollier             | La Mise en scène                    |                                           |
| 1959 | Claude Mauriac            | Le Dîner en ville                   | Ein Abendessen in der Stadt               |
| 1960 | Henri Thomas              | John Perkins                        | John Perkins                              |
| 1961 | Philippe Sollers          | Le Parc                             | Der Park                                  |
| 1962 | Colette Audry             | Derrière la baignoire               | Hinter der Badewanne                      |
| 1963 | Gérard Jarlot             | Un chat qui aboie                   |                                           |
| 1964 | Monique Wittig            | L’Opoponax                          | Opoponax                                  |
| 1965 | René-Victor Pilhes        | La Rhubarbe                         |                                           |
| 1966 | Marie-Claire Blais        | Une saison dans la vie d’Emmanuel   | Schwarzer Winter                          |
| 1967 | Claude Simon              | Histoire                            | Geschichte                                |
| 1968 | Elie Wiesel               | Le Mendiant de Jérusalem            | Der Bettler von Jerusalem                 |
| 1969 | Hélène Cixous             | Dedans                              | Innen                                     |
| 1970 | Camille Bourniquel        | Sélinonte ou la Chambre impériale   |                                           |
| 1971 | Pascal Lainé              | L’Irrévolution                      | Irrevolution                              |
| 1972 | Maurice Clavel            | Le Tiers des étoiles                |                                           |
| 1973 | Tony Duvert               | Paysage de fantaisie                |                                           |
| 1974 | Dominique Fernandez       | Porporino ou les Mystères de Naples | Porporino oder die Geheimnisse von Neapel |
| 1975 | Jacques Almira            | Le Voyage à Naucratis               |                                           |
| 1976 | Marc Cholodenko           | Les États du désert                 |                                           |
| 1977 | Michel Butel              | L’Autre Amour                       |                                           |
| 1978 | Georges Perec             | La Vie mode d’emploi                | Das Leben Gebrauchsanweisung              |
| 1979 | Claude Durand             | La Nuit zoologique                  |                                           |
| 1980 | Jean-Luc Benoziglio       | Cabinet-portrait                    | Porträt-Sitzung                           |
| 1981 | François-Olivier Rousseau | L’Enfant d’Édouard                  |                                           |
| 1982 | Jean-François Josselin    | L’Enfer et Cie                      |                                           |
| 1983 | Jean Echenoz              | Cherokee                            | Cherokee                                  |
| 1984 | Bernard-Henri Lévy        | Le Diable en tête                   | Der Teufel im Kopf                        |
| 1985 | Michel Braudeau           | Naissance d’une passion             |                                           |
| 1986 | Pierre Combescot          | Les Funérailles de la Sardine       |                                           |
| 1987 | Pierre Mertens            | Les Éblouissements                  |                                           |
| 1988 | Christiane Rochefort      | La Porte du fond                    | Die Tür dahinten                          |
| 1989 | Serge Doubrovsky          | Le Livre brisé                      |                                           |
| 1990 | Jean-Noël Pancrazi        | Quartiers d’hiver                   |                                           |
| 1991 | Yves Simon                | La Dérive des sentiments            | Die Drift der Gefühle                     |
| 1992 | Michel Rio                | Tlacuilo                            |                                           |
| 1993 | Emmanuelle Bernheim       | Sa Femme                            | Die Andere                                |
| 1994 | Yves Berger               | Immobile dans le courant du fleuve  |                                           |
| 1995 | Vassilis Alexakis         | La Langue maternelle                | Das Rätsel von Delphi                     |
| 1995 | Andreï Makine             | Le Testament français               | Das französische Testament                |
| 1996 | Jacqueline Harpman        | Orlanda                             | Orlanda                                   |
| 1996 | Jean Rolin                | L’Organisation                      |                                           |
| 1997 | Philippe Le Guillou       | Les sept noms du peintre            |                                           |
| 1998 | Homeric                   | Le Loup mongol                      |                                           |
| 1999 | Christian Oster           | Mon grand appartement               |                                           |
| 2000 | Yann Apperry              | Diabolus in Musica                  | Blue Notes                                |
| 2001 | Benoît Duteurtre          | Le Voyage en France                 |                                           |
| 2002 | Anne Garréta              | Pas un jour                         |                                           |
| 2003 | Hubert Mingarelli         | Quatre soldats                      |                                           |
| 2004 | Marie Nimier              | La reine du silence                 |                                           |
| 2005 | Jean-Philippe Toussaint   | Fuir                                | Fliehen                                   |
| 2006 | Sorj Chalandon            | Une promesse                        |                                           |
| 2007 | Jean Hatzfeld             | La stratégie des antilopes          |                                           |
| 2008 | Jean-Marie Blas de Roblès | Là où les tigres sont chez eux      | Wo Tiger zu Hause sind                    |
| 2009 | Dany Laferrière           | L’Énigme du retour                  | Das Rätsel der Rückkehr                   |
| 2010 | Maylis de Kerangal        | Naissance d’un pont                 | Die Brücke von Coca                       |
| 2011 | Mathieu Lindon            | Ce qu’aimer veut dire               |                                           |
| 2012 | Emmanuelle Pireyre        | Féerie générale                     |                                           |
| 2013 | Marie Darrieussecq        | Il faut beaucoup aimer les hommes   | Man muss die Männer sehr lieben           |
| 2014 | Antoine Volodine          | Terminus radieux                    |                                           |
| 2015 | Nathalie Azoulai          | Titus n’aimait pas Bérénice         | An Liebe stirbt man nicht                 |
| 2016 | Ivan Jablonka             | Laëtitia ou la fin des hommes       | Laëtitia oder Das Ende der Mannheit       |
| 2017 | Yannick Haenel            | Tiens ferme ta couronne             | Halt deine Krone fest                     |
| 2018 | Pierre Guyotat            | Idiotie                             | Idiotie                                   |
| 2019 | Luc Lang                  | La Tentation                        |                                           |
| 2020 | Chloé Delaume             | Le cœur synthétique                 | Das synthetische Herz                     |
| 2021 | Christine Angot           | Le Voyage dans l’Est                |                                           |
| 2022 | Emmanuelle Bayamack-Tam   | La Treizième Heure                  |                                           |
| 2023 | Kevin Lambert             | Que notre joie demeure              |                                           |

### Ausländischer Roman

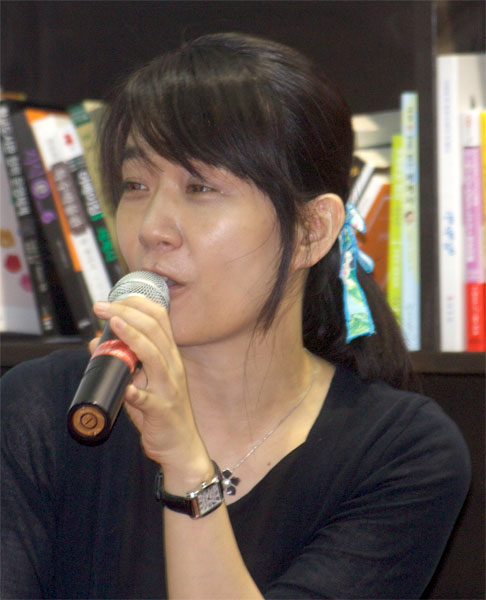
Preisträgerin 2023: Han Kang (Impossibles adieux)

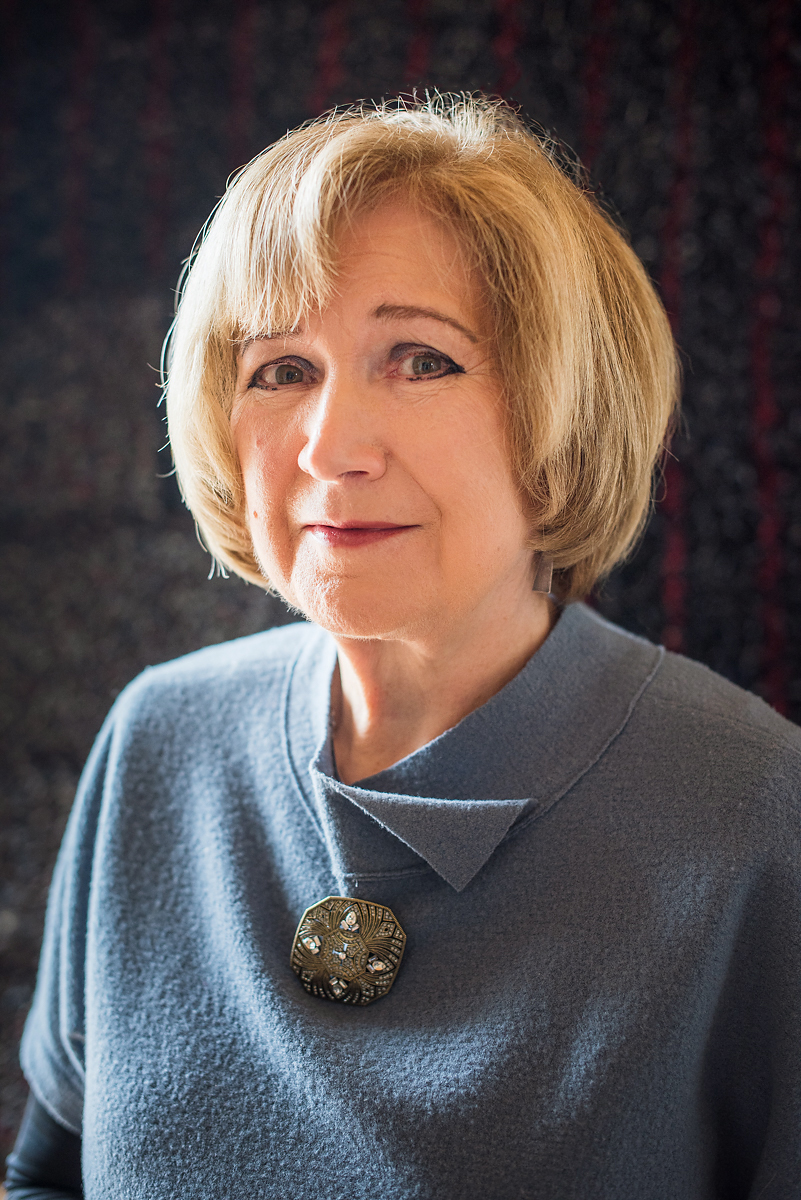
Preisträgerin 2023: Lídia Jorge (Misericordia)

Mit dem Prix Médicis étranger wird seit 1970 alljährlich ein ins Französische übersetzter fremdsprachiger Roman ausgezeichnet.
Am erfolgreichsten in dieser Kategorie waren US-amerikanische Autoren (12 Siege), gefolgt von ihren Kollegen aus Italien (7). Aus dem deutschsprachigen Raum waren die Österreicher Thomas Bernhard (1988) und Robert Schneider (1994), der Deutsche Michael Krüger (1996) sowie der Schweizer Alain Claude Sulzer mit ihren übersetzten Werken erfolgreich.
Bis 2022 am häufigsten ausgezeichnet wurden Bücher aus dem Verlag Gallimard (13 Siege), gefolgt von Grasset (9) und Seuil (7).
| Jahr | Preisträger/-in       | Titel (Originaltitel)                                                                                    | Deutscher Titel                                |
| ---- | --------------------- | --- | ---------------------------------------------- |
| 1970 | Luigi Malerba         | Saut de la mort (Salto mortale)                                                                          | Salto mortale                                  |
| 1971 | James Dickey          | Délivrance (Deliverance)                                                                                 | Flussfahrt                                     |
| 1972 | Severo Sarduy         | Cobra (Cobra)                                                                                            | Cobra                                          |
| 1973 | Milan Kundera         | La vie est ailleurs (Život je jinde)                                                                     | Das Leben ist anderswo                         |
| 1974 | Julio Cortázar        | Livre de Manuel (Libro de Manuel)                                                                        | Album für Manuel                               |
| 1975 | Steven Millhauser     | La Vie trop brève d’Edwin Mulhouse (Edwin Mullhouse)                                                     | Das kurze Leben des Edwin Mullhouse            |
| 1976 | Doris Lessing         | Le Carnet d’or (The Golden Notebook)                                                                     | Das goldene Notizbuch                          |
| 1977 | Héctor Bianciotti     | Le Traité des saisons (La Busca del jardín)                                                              |                                                |
| 1978 | Alexander Sinowjew    | L’Avenir radieux (Svetloe buduŝee)                                                                       | Lichte Zukunft                                 |
| 1979 | Alejo Carpentier      | La harpe et l’ombre (El arpa y la sombra)                                                                | Die Harfe und der Schatten                     |
| 1980 | André Brink           | Une saison blanche et sèche (A Dry White Season)                                                         | Weisse Zeit der Dürre                          |
| 1981 | David Shahar          | Le Jour de la comtesse (יום הרוזנת Ywm harwzenet)                                                        |                                                |
| 1982 | Umberto Eco           | Le Nom de la rose (Il nome della rosa)                                                                   | Der Name der Rose                              |
| 1983 | Kenneth White         | La route bleue (The Blue Road)                                                                           | Der blaue Weg                                  |
| 1984 | Elsa Morante          | Aracoeli (Aracoeli)                                                                                      | Aracoeli                                       |
| 1985 | Joseph Heller         | Dieu sait (God Knows)                                                                                    | Weiss Gott                                     |
| 1986 | John Hawkes           | Aventures dans le commerce des peaux en Alaska (Adventures in the Alaskan Skin Trade)                    | Abenteuer unter den Pelzhändlern in Alaska     |
| 1987 | Antonio Tabucchi      | Nocturne indien (Notturno indiano)                                                                       | Indisches Nachtstück und Ein Briefwechsel      |
| 1988 | Thomas Bernhard       | Maîtres anciens (Alte Meister)                                                                           | Alte Meister                                   |
| 1989 | Álvaro Mutis          | La Neige de l’amiral (La nieve del almirante)                                                            | Der Schnee des Admirals                        |
| 1990 | Amitav Ghosh          | Les feux du Bengale (The Circle of Reason)                                                               | Bengalisches Feuer oder die Macht der Vernunft |
| 1991 | Pietro Citati         | Histoire qui fut heureuse, puis douloureuse et funeste (Storia prima felice, poi dolentissima e funesta) |                                                |
| 1992 | Louis Begley          | Une education polonaise (Wartime Lies)                                                                   | Lügen in Zeiten des Krieges                    |
| 1993 | Paul Auster           | Léviathan (Leviathan)                                                                                    | Leviathan                                      |
| 1994 | Robert Schneider      | Frère Sommeil (Schlafes Bruder)                                                                          | Schlafes Bruder                                |
| 1995 | Alessandro Baricco    | Châteaux de la colère (Castelli di rabbia)                                                               | Land aus Glas                                  |
| 1996 | Michael Krüger        | Himmelfarb (Himmelfarb)                                                                                  | Himmelfarb                                     |
| 1996 | Ljudmila Ulizkaja     | Sonietchka (Сонечка, Sonečka)                                                                            | Sonetschka / Sonetschka und andere Erzählungen |
| 1997 | T. C. Boyle           | América (The Tortilla Curtain)                                                                           | América                                        |
| 1998 | Jonathan Coe          | La maison du sommeil (The House of Sleep)                                                                | Das Haus des Schlafes                          |
| 1999 | Björn Larsson         | Le capitaine et les rêves (Drommar viv havet)                                                            |                                                |
| 2000 | Michael Ondaatje      | Le Fantôme d’Anil (Anil’s Ghost)                                                                         | Anils Geist                                    |
| 2001 | Antonio Skármeta      | La noce du poète (La boda del poeta)                                                                     | Die Hochzeit des Dichters                      |
| 2002 | Philip Roth           | La tache (The Human Stain)                                                                               | Der menschliche Makel                          |
| 2003 | Enrique Vila-Matas    | Le Mal de Montano (El mal de Montano)                                                                    | Risiken & Nebenwirkungen                       |
| 2004 | Aharon Appelfeld      | Histoire d’une vie (Sippur̳ hayim̲̲)                                                                        | Geschichte eines Lebens                        |
| 2005 | Orhan Pamuk           | Neige (Kar)                                                                                              | Schnee                                         |
| 2006 | Norman Manea          | Le Retour du hooligan (Întoarcerea huliganului)                                                          | Die Rückkehr des Hooligan                      |
| 2007 | Daniel Mendelsohn     | Les Disparus (The Lost: A Search for Six of Six Million)                                                 | Die Verlorenen                                 |
| 2008 | Alain Claude Sulzer   | Un garçon parfait (Ein perfekter Kellner)                                                                | Ein perfekter Kellner                          |
| 2009 | Dave Eggers           | Le Grand Quoi (What Is the What)                                                                         | Weit gegangen                                  |
| 2010 | David Vann            | Sukkwan Island (Sukkwan Island)                                                                          | Im Schatten des Vaters                         |
| 2011 | David Grossman        | Une femme fuyant l’annonce (ʾIšah bwraḥat mibśwrah)                                                      | Eine Frau flieht vor einer Nachricht           |
| 2012 | Abraham B. Jehoshua   | Rétrospective (Hessed sefaradi)                                                                          | Spanische Barmherzigkeit                       |
| 2013 | Toine Heijmans        | En mer (Op zee)                                                                                          | Irrfahrt                                       |
| 2014 | Lily Brett            | Lola Bensky (Lola Bensky)                                                                                | Lola Bensky                                    |
| 2015 | Hakan Günday          | Encore (Daha)                                                                                            | Flucht                                         |
| 2016 | Steve Sem-Sandberg    | Les élus (De utvalda)                                                                                    | Die Erwählten                                  |
| 2017 | Paolo Cognetti        | Les huit montagnes (Le otto montagne)                                                                    | Acht Berge                                     |
| 2018 | Rachel Kushner        | Le Mars Club (The Mars Room)                                                                             | Ich bin ein Schicksal                          |
| 2019 | Auður Ava Ólafsdóttir | Miss Islande (Ungfrú Ísland)                                                                             | Miss Island                                    |
| 2020 | Antonio Muñoz Molina  | Un promeneur solitaire dans la foule (Un andar solitario entre la gente)                                 | Gehen allein unter Menschen                    |
| 2021 | Jonas Hassen Khemiri  | La clause paternelle (Pappaklausulen)                                                                    | Die Vaterklausel                               |
| 2022 | Andrij Kurkow         | Les abeilles grises (Серые пчёлы)                                                                        | Graue Bienen                                   |
| 2023 | Han Kang              | Impossibles adieux (작별하지 않는다)                                                                     |                                                |
| 2023 | Lídia Jorge           | Misericordia (Misericórdia)                                                                              |                                                |

### Essay
Mit dem Prix Médicis essai wird seit 1985 alljährlich ein französischsprachiger bzw. in französischer Übersetzung vorliegender Essayband ausgezeichnet.
Bis 2020 am häufigsten ausgezeichnet wurden Bücher aus dem Verlag Grasset (9 Siege), gefolgt von Seuil (8).
| Jahr | Preisträger/-in               | Werk                                                             | Deutscher Titel                     |
| ---- | ----------------------------- | ---------------------------------------------------------------- | ----------------------------------- |
| 1985 | Michel Serres                 | Les Cinq Sens                                                    | Die fünf Sinne                      |
| 1986 | Julian Barnes                 | Le Perroquet de Flaubert (Flaubert's Parrot)                     | Flauberts Papagei                   |
| 1987 | Georges Borgeaud              | Le Soleil sur Aubiac                                             |                                     |
| 1988 | Preis nicht vergeben          | Preis nicht vergeben                                             | Preis nicht vergeben                |
| 1989 | Václav Jamek                  | Traité des courtes merveilles                                    |                                     |
| 1990 | René Girard                   | Shakespeare, les feux de l’envie                                 | Shakespeare, Theater des Neides     |
| 1991 | Alain Etchegoyen              | La Valse des éthiques                                            |                                     |
| 1992 | Luc Ferry                     | Le Nouvel Ordre écologique                                       |                                     |
| 1993 | Michel Onfray                 | La Sculpture de soi                                              |                                     |
| 1994 | Jérôme Garcin                 | Pour Jean Prévost                                                |                                     |
| 1995 | Pascal Bruckner               | La Tentation de l’innocence                                      | Ich leide, also bin ich             |
| 1996 | Viviane Forrester             | L’Horreur économique                                             | Der Terror der Ökonomie             |
| 1997 | Michel Winock                 | Siècle des intellectuels                                         | Das Jahrhundert der Intellektuellen |
| 1998 | Alberto Manguel               | Une histoire de la lecture (A History of Reading)                | Eine Geschichte des Lesens          |
| 1999 | Christine Jordis              | Gens de la Tamise                                                |                                     |
| 2000 | Armelle Lebras-Chopard        | Le Zoo des philosophes                                           |                                     |
| 2001 | Edwy Plenel                   | Secrets de jeunesse                                              |                                     |
| 2002 | Daniel Desmarquet             | Kafka et les jeunes filles                                       |                                     |
| 2003 | Michel Schneider              | Morts imaginaires                                                |                                     |
| 2004 | Diane de Margerie             | Aurore et George                                                 |                                     |
| 2005 | Marie Desplechin Lydie Violet | La Vie sauve                                                     | Das Leben wagen                     |
| 2006 | Jean-Bertrand Pontalis        | Frère du précédent                                               |                                     |
| 2007 | Joan Didion                   | L’Année de la pensée magique (The Year of Magical Thinking)      | Das Jahr magischen Denkens          |
| 2008 | Cécile Guilbert               | Warhol Spirit                                                    |                                     |
| 2009 | Alain Ferry                   | Mémoire d’un fou d’Emma                                          |                                     |
| 2010 | Michel Pastoureau             | La Couleur de nos souvenirs                                      |                                     |
| 2011 | Sylvain Tesson                | Dans les forêts de Sibérie                                       | In den Wäldern Sibiriens            |
| 2012 | David Van Reybrouck           | Congo. Une histoire (Congo. Een geschiedenis)                    | Kongo: Eine Geschichte              |
| 2013 | Swetlana Alexijewitsch        | La fin de l’homme rouge (Vremja sekond-chėnd)                    | Secondhand-Zeit                     |
| 2014 | Frédéric Pajak                | Manifeste incertain, tome 3                                      | Ungewisses Manifest                 |
| 2015 | Nicole Lapierre               | Sauve qui peut la vie                                            |                                     |
| 2016 | Jacques Henric                | Boxe                                                             |                                     |
| 2017 | Shulem Deen                   | Celui qui va vers elle ne revient pas (All Who Go Do Not Return) |                                     |
| 2018 | Stefano Massini               | Les frères Lehman (Qualcosa sui Lehman)                          | Die Lehman Brothers                 |
| 2019 | Bulle Ogier Anne Diatkine     | J’ai oublié                                                      |                                     |
| 2020 | Karl Ove Knausgård            | Fin de combat. Livre VI (Min Kamp, Sjette Bok)                   | Kämpfen                             |
| 2021 | Jakuta Alikavazovic           | Comme un ciel en nous                                            |                                     |
| 2022 | Georges Didi-Huberman         | Le Témoin jusqu’au bout                                          |                                     |
| 2023 | Laure Murat                   | Proust, roman familial                                           |                                     |